# Молодые боги
«Молодые боги» (фин. Hymypoika) — финский художественный фильм 2003 года в жанре молодёжной драмы, поставленный режиссёром Юкка-Пекка Сиили.
Слоган фильма: «Они снимали на видео всё — свой секс, свою любовь, свою смерть…»
Премьера в Финляндии состоялась 24 октября 2003 года, российская премьера — 29 апреля 2004 года.

## Сюжет
Артистичный и образованный восемнадцатилетний Таави, живущий один в огромном доме, доставшемся ему от родителей, собирается с друзьями провести выпускное лето «по полной программе», так, чтобы запомнилось навсегда. Они организуют мужской клуб, члены которого должны показать видеозапись своих любовных похождений. Безобидная, на первый взгляд, идея превращается в жестокую ловушку для молодых людей.

## В ролях
| Актёр                               | Роль              |
| ----------------------------------- | ----------------- |
| Юсси Никкила (Jussi Nikkilä)        | Таави             |
| Рейно Нордин (Reino Nordin)         | Эре               |
| Дженни Банерджи (Jenni Banerjee)    | Реетта            |
| Эви Суппала (Evi Suppala)           | Дженни            |
| Яркко Ниеми (Jarkko Niemi)          | Маркус            |
| Мерви Такатало (Mervi Takatalo)     | Мира              |
| Вилле Кивела (Ville Kivelä)         | Сами              |
| Лаура Малмиваара (Laura Malmivaara) | Хелена Пяаккёнен  |
| Вилле Виртанен (Ville Virtanen)     | Йюхани (отец Эре) |
| Кари Хиеталахти (Kari Hietalahti)   | отец Таави        |
| Милка Алрот (Milka Ahlroth)         | мать Таави        |
| Маркку Пелтола (Markku Peltola)     | отец Сами         |

## Съёмочная группа
- Режиссёр: Юкка-Пекка Сиили (Jukka-Pekka Siili)
- Сценарий: Яайо Линнонмаа (Jaajo Linnonmaa) (идея)
- Сценарист: Юкка Виено (Jukka Vieno)
- Продюсеры: Алекси Барди (Aleksi Bardy), Олли Хайкка (Olli Haikka), Riina Hyytiä
- Оператор: Яркко Т. Лэйн (Jarkko T. Laine)
- Монтаж: Саму Хейккила (Samu Heikkilä)
- Композитор: Керкко Коскинен (Kerkko Koskinen)
- Художник по костюмам: Йоуни Мервас (Jouni Mervas)

Производство кинокомпании Helsinki Filmi Oy (Финляндия).
В российский прокат фильм выпустила компания «Пан Терра» (29 апреля 2004 года).

## Награды и номинации
- 2004 — Приз ФИПРЕССИ на Кинофестивале в Гётеборге.

Номинации
- 2004 — на Премию Юсси (Jussi Awards) Рейно Нордина как лучшего актёра, Юху Хаканена за лучший звук и Мерви Такатало как лучшую актрису второго плана.
- 2004 — режиссёра Ю.-П. Сиили на Премию Тигра (Tiger Award) Международного кинофестиваля в Роттердаме.